# Neoplynes eurdora
Neoplynes eurdora är en fjärilsart som beskrevs av Dyar 1894. Neoplynes eurdora ingår i släktet Neoplynes och familjen björnspinnare. Inga underarter finns listade i Catalogue of Life.